# Linda Haglund
Linda Haglund (Enskede, 15 de junho de 1956 - Haninge, 21 de novembro de 2015) foi uma atleta sueca, especialista em provas de velocidade.

## Carreira
Aos 13 anos de idade, Haglund fliliou-se no Hanvikens SK, um clube de atletismo sediado a sul de Estocolmo. Em representação deste clube, cedo demonstrou grande futuro como sprinter, ao fazer a marca de 12.7 s, correndo descalça na primeira prova em que participou. O seu talento precoce foi exibido internacionalmente nos Campeonatos da Europa de 1971, realizados em Helsínquia, nos quais representou a equipa sueca com apenas 15 anos. No ano seguinte foi selecionada para a primeira das suas três participações olímpicas: Munique 1972. No entanto, não passaria da primeira eliminatória com um tempo de 11.97 s. 
Mais tarde, haveria de participar nos Jogos de Montreal 1976 e de Moscovo 1980. Seria nestes últimos que conseguiria a sua melhor participação olímpica, ilustrada com o quarto lugar na final dos 100 metros.   
Em contrapartida aos desaires olímpicos, Haglund teve mais sucesso nas competições continentais onde ganhou a medalha de prata nos Campeonatos da Europa de 1978 e várias medalhas nos Campeonato Europeu de Atletismo em Pista Coberta. Haglund é, ainda hoje, a recordista sueca dos 100 e 200 metros ao ar livre e dos 50 e 60 metros em pista coberta. Foi sete vezes campeã nacional de 100 metros (1974-79 e 1981) e cinco vezes campeã de 200 metros (1975-79).
Haglund foi uma das poucas sprinters mundiais que conseguiu bater Evelyn Ashford. Numa corrida realizada com vento anti-regulamentar em Berlim, fez o tempo de 11.06 s, cometeu a proeza de derrotar as campeãs Jarmila Kratochvílová (11.18) e Ashford (11.25).

## Legado
Haglund foi uma pioneira no panorama desportivo sueco. Não se tratou apenas de uma campeã de renome, paga e patrocinada em pé de igualdade com os seus congéneres masculinos, como foi ainda a primeira atleta feminina sueca a possuir um manager, Egon Hakansson, que lhe conseguiu excelentes contratos. 
Haglund faz parte das Lendas de "1956", uma fraternidade desportiva de excepcionais atletas suecos nascidos em 1956: o tenista Björn Borg, o esquiador Ingmar Stenmark e o lutador Frank Andersson. É membro honorário da Academia Sueca de Desportos, juntamente com um grupo que integra 100 atletas que representaram 100 anos de desporto sueco entre 1899 e 1999.

## Melhores marcas pessoais

### Outdoor
| Prova      | Data                | Local                    | Marca   |
| ---------- | ------------------- | ------------------------ | ------- |
| 100 metros | 26 de julho de 1980 | Moscovo, União Soviética | 11,16 s |
| 200 metros | 1 de julho de 1979  | Sittard, Países Baixos   | 22,82 s |

### Indoor
| Prova     | Data                    | Local            | Marca  |
| --------- | ----------------------- | ---------------- | ------ |
| 50 metros | 22 de fevereiro de 1981 | Grenoble, França | 6,17 s |
| 60 metros | 12 de março de 1978     | Milão, Itália    | 7,13 s |